# Альгінат кальцію
Альгіна́т ка́льцію (кальцій альгіновокислий) — кальцієва сіль альгінової кислоти. Харчова добавка E 404, не розчиняється у воді та органічних рідинах. Хімічна формула — (C12H14O12Сa)n.

## Застосування
Альгінова кислота та альгінати застосовуються в харчовій промисловості та медицині.
У медицині альгінат кальцію застосовують як антацид.
Альгінат кальцію має унікальний номер E404 і входить до списку харчових добавок, дозволених для застосування у харчовій промисловості як допоміжний засіб для виробництва харчової продукції. Застосовують як загусник, стабілізатор і піногасник при виробництві морозива та молочних продуктів, желе, у косметиці, у фармації тощо.